# Първият ешелон
„Първият ешелон“ (на руски: Первый эшелон) е съветски филм от 1956 година, мелодрама на режисьора Михаил Калатозов по сценарий на Николай Погодин.
В центъра на сюжета е любовната връзка между двама младежи, изпратени с група комсомолци да колонизират изолиран степен район в северен Казахстан. Главните роли се изпълняват от Всеволод Санаев, Сергей Ромоданов, Олег Ефремов, Татяна Доронина.

## Сюжет
В един от степните райони на Казахстан отряд от младежи пристига с комсомолски ваучери, за да разработи девствени земи. Силни студове и потоци от пролетна кал, изтощителна работа, която не е по специалността им, усложняват и без това трудния живот на пристигащите. На фона на такъв живот се развива трогателна романтика между секретаря на комсомолската организация и тракториста Анна ...